# Гегелох
Гегелох (др.-греч. Ήγελοχος) — македонский аристократ, военачальник IV века до н. э.
В начале Восточного похода Александра Македонского руководил отрядом лёгковооружённой конницы, который выполнял разведывательные функции. В 333 году до н. э. Александр назначил его руководителем флота. На этом посту Гегелох не только смог удержать Геллеспонт, тем самым обеспечив безопасный путь сообщения между войском Александра и Македонией, но и перейдя в наступление очистил от персов Эгейское море. Впоследствии возглавил илу тяжёловооружённой конницы гетайров и погиб в битве при Гавгамелах 331 года до н. э.
Согласно античным источникам, Гегелох болезненно воспринял обожествление Александра и признание его сыном Зевса. Он даже предлагал составить заговор против царя своему дальнему родственнику и влиятельному военачальнику Пармениону.

## Происхождение
Гегелох происходил из знатного македонского рода. Арриан называл его сыном Гиппострата. В античных источниках есть два упоминания Гиппостратов, который или которые гипотетически могли быть отцами Гегелоха. Марсий из Пеллы писал о Гиппострате, сыне Аминты, который погиб во время военной кампании Филиппа II против иллирийцев. Афиней со ссылкой на Сатира утверждал, что у последней жены Филиппа II Клеопатры был брат Гиппострат. Историк В. Хеккель считал, что данные античные авторы писали об одном человеке — Гиппострате, отце Гегелоха. Он отметил, что на момент свадьбы Филиппа II и Клеопатры опекуном девушки был её дядя Аттал. Согласно традиции опекуном незамужней девушки должен был стать её старший совершеннолетний брат. Соответственно, раз опекуном на момент свадьбы являлся Аттал, то Гиппострат к этому моменту умер, что согласуется с утверждением Марсия. Данная версия не является общепринятой в историографии. Историк Ф. Штеелин отмечал, что согласно Юстину, после воцарения в 336 году до н. э. Александр Македонский казнил всех родственников Клеопатры. К. Ю. Белох отмечал, что Клеопатра родилась около 353 года до н. э. и вряд ли могла иметь племянника, который занимал важные военные должности в 330-х годах до н. э. В. Хеккель в своём исследовании отмечает, что в войске Александра сражались родственники и бывшие сторонники Аттала, что свидетельствует о недостоверности утверждения Юстина. Также он приводит генеалогическое древо, согласно которому, у старшего брата Аттала Аминты мог около 380 года до н. э. родиться сын Гиппострат и около 355 года до н. э. дочь Клеопатра. По мнению историка, родственная связь Гегелоха с Клеопатрой и Атталом более чем вероятна.
Согласно гипотетическому генеалогическому древу историка В. Хеккеля, Гегелох имел дальние родственные связи с одним из наиболее влиятельных военачальников Парменионом. Вне зависимости от наличия или отсутствия родственных связей Гегелох стал одним из доверенных лиц Пармениона.
|  |  |                                |                                |                                |                                |                                |                                | Родоначальник (около 430 — ?) |  |                         |                         |                         |                         |                         |                         |              |              |              |              |                 |                 |                         |                         |                         |                         |                         |                         |                     |  |  |  |                  |                  |                  |                  |                  |                  |
|  |  |                                |                                |                                |                                |                                |                                |                               |  |                         |                         |                         |                         |                         |                         |              |              |              |              |                 |                 |                         |                         |                         |                         |                         |                         | Парменион (400—329) |  |  |  |                  |                  |                  |                  |                  |                  |
|  |  |                                |                                |                                |                                |                                |                                |                               |  |                         |                         |                         |                         |                         |                         |              |              |              |              |                 |                 |                         |                         |                         |                         |                         |                         |                     |  |  |  |                  |                  |                  |                  |                  |                  |
|  |  | Аминта (около 405 — ?)         |                                |                                |                                |                                |                                |                               |  |                         |                         |                         |                         |                         |                         |              |              |              |              |                 |                 |                         |                         |                         |                         |                         |                         |                     |  |  |  |                  |                  |                  |                  |                  |                  |
|  |  |                                |                                |                                |                                |                                |                                |                               |  |                         |                         |                         |                         |                         |                         |              |              |              |              |                 |                 |                         |                         |                         |                         |                         |                         |                     |  |  |  |                  |                  |                  |                  |                  |                  |
|  |  |                                |                                |                                |                                |                                |                                |                               |  | Аттал (около 385 — 335) | Аттал (около 385 — 335) | Аттал (около 385 — 335) | Аттал (около 385 — 335) | Аттал (около 385 — 335) | Аттал (около 385 — 335) |              |              |              |              | Дочь Пармениона | Дочь Пармениона | Дочь Пармениона         | Дочь Пармениона         | Дочь Пармениона         | Дочь Пармениона         |                         |                         |                     |  |  |  | Филота (365—330) | Филота (365—330) | Филота (365—330) | Филота (365—330) | Филота (365—330) | Филота (365—330) |
|  |  |                                |                                |                                |                                |                                |                                |                               |  | Аттал (около 385 — 335) | Аттал (около 385 — 335) | Аттал (около 385 — 335) | Аттал (около 385 — 335) | Аттал (около 385 — 335) | Аттал (около 385 — 335) |              |              |              |              | Дочь Пармениона | Дочь Пармениона | Дочь Пармениона         | Дочь Пармениона         | Дочь Пармениона         | Дочь Пармениона         |                         |                         |                     |  |  |  | Филота (365—330) | Филота (365—330) | Филота (365—330) | Филота (365—330) | Филота (365—330) | Филота (365—330) |
|  |  |                                |                                |                                |                                |                                |                                |                               |  |                         |                         |                         |                         |                         |                         |              |              |              |              |                 |                 |                         |                         |                         |                         |                         |                         |                     |  |  |  |                  |                  |                  |                  |                  |                  |
|  |  |                                |                                |                                |                                |                                |                                |                               |  |                         |                         |                         |                         |                         |                         |              |              |              |              |                 |                 |                         |                         |                         |                         |                         |                         |                     |  |  |  |                  |                  |                  |                  |                  |                  |
|  |  | Гиппострат (около 380—344/343) | Гиппострат (около 380—344/343) | Гиппострат (около 380—344/343) | Гиппострат (около 380—344/343) | Гиппострат (около 380—344/343) | Гиппострат (около 380—344/343) |                               |  | Клеопатра (355/353—336) | Клеопатра (355/353—336) | Клеопатра (355/353—336) | Клеопатра (355/353—336) | Клеопатра (355/353—336) | Клеопатра (355/353—336) |              |              |              |              |                 |                 | Филипп II (383/382—336) | Филипп II (383/382—336) | Филипп II (383/382—336) | Филипп II (383/382—336) | Филипп II (383/382—336) | Филипп II (383/382—336) |                     |  |  |  |                  |                  |                  |                  |                  |                  |
|  |  | Гиппострат (около 380—344/343) | Гиппострат (около 380—344/343) | Гиппострат (около 380—344/343) | Гиппострат (около 380—344/343) | Гиппострат (около 380—344/343) | Гиппострат (около 380—344/343) |                               |  | Клеопатра (355/353—336) | Клеопатра (355/353—336) | Клеопатра (355/353—336) | Клеопатра (355/353—336) | Клеопатра (355/353—336) | Клеопатра (355/353—336) |              |              |              |              |                 |                 | Филипп II (383/382—336) | Филипп II (383/382—336) | Филипп II (383/382—336) | Филипп II (383/382—336) | Филипп II (383/382—336) | Филипп II (383/382—336) |                     |  |  |  |                  |                  |                  |                  |                  |                  |
|  |  |                                |                                |                                |                                |                                |                                |                               |  |                         |                         |                         |                         |                         |                         |              |              |              |              |                 |                 |                         |                         |                         |                         |                         |                         |                     |  |  |  |                  |                  |                  |                  |                  |                  |
|  |  | Гегелох (около 360—331)        | Гегелох (около 360—331)        | Гегелох (около 360—331)        | Гегелох (около 360—331)        | Гегелох (около 360—331)        | Гегелох (около 360—331)        |                               |  |                         |                         |                         |                         |                         |                         | Европа (336) | Европа (336) | Европа (336) | Европа (336) | Европа (336)    | Европа (336)    |                         |                         |                         |                         |                         |                         |                     |  |  |  |                  |                  |                  |                  |                  |                  |

## Биография
Хоть Гегелох и пережил своего родственника Аттала, его влияние, возможно, уменьшилось. В начале Восточного похода Александра Македонского Гегелох был в подчинении Аминты, сына Аррабея и руководил отрядом легковооружённой конницы, выполнявшей функции разведчиков. Он первым сообщил Александру о расположении персов перед битвой при Гранике 334 года до н. э.
В первой половине 333 года до н. э. Александр в Гордионе назначил Гегелоха и Амфотера военачальниками македонского флота в Эгейском море и выделил им 500 талантов для создания эскадры. Ф. Шахермайр считал, что назначение Гегелоха военачальником флота было частью общей политики Александра Македонского по удалению из основного войска доверенных лиц Пармениона, что должно было существенно снизить степень его влияния. Миссия Гегелоха и Амфотера была крайне важной для успеха всего похода. Персидский флот мог отрезать войско Александра от Македонии, тем самым лишив его возможности получать пополнение. О важности миссии также косвенным образом свидетельствует та громадная сумма, которую Александр выделил для создания флота (до начала Восточного похода в македонской казне было всего лишь 70 талантов). Также принуждение к военной службе экипажей торговых судов нарушало условия Коринфского договора между Македонией и греческими полисами о свободе мореплавания и торговли. Однако в связи с угрозой со стороны персидского флота Александр был вынужден пойти на такой шаг. Такие экстраординарные действия ставили под угрозу поставки зерна в Афины. На этом фоне афиняне снарядили флот из 100 кораблей, командовать которым поручили Менесфею. Правда дело до вооружённого столкновения между афинским флотом Менесфея и македонским Гегелоха не дошло.
Квинт Курций Руф и Арриан по-разному описывали распределение функций между Амфотером и Гегелохом. Квинт Курций Руф утверждал, что Амфотер командовал исключительно флотом, а Гегелох — сухопутными войсками. Арриан писал о приказах, которые Гегелох отдавал Амфотеру, что предполагает его главенствующую роль. Историк Г. Берве видел в этих фрагментах противоречие, в то время как Х. Хаубен отмечал, что Гегелох мог руководить войсками и Амфотером, которому подчинялись судовые команды. В таком случае, по мнению историка, никакого противоречия в двух фрагментах античных историков нет. В. Хеккель считал, что одной из функций Амфотера мог был присмотр за Гегелохом.
Миссия Гегелоха и Амфотера была успешной. П. Фор даже назвал Гегелоха одним из трёх лучших флотоводцев Александра. Гегелох с Амфотером не только смогли удержать Геллеспонт, разбив часть персидского флота под командованием Аристомена, тем самым обеспечив безопасный путь сообщения между войском Александра и Македонией, но и перешли в наступление, очистив от персов Эгейское море. Македоняне заняли Тенедос и Хиос, граждане которых впустили их в свои города. На Хиосе были захвачены главнокомандующий персидским флотом Фарнабаз, который вскоре сумел бежать, а также тиран Мефимны Аристоник, который вошёл в гавань Хиоса на пяти пиратских суднах, не зная, что город уже находится в руках македонян. Также в плен попали лидеры антимакедонского восстания на Хиосе Аполлонид, Фисин, Мегарей и другие. Ещё один грек, который перешёл на сторону персов, Харес с войском в две тысячи наёмников находился в Митилене на Лесбосе, однако, видя бесперспективность дальнейших военных действий, сдал город македонянам, предварительно выговорив себе право беспрепятственно покинуть остров. Из тиранов Лесбоса в плен попали правители Эреса Агонипп и Эврисилай. Вслед за этим Амфотер по приказу Гегелоха отплыл к Косу, жители которого просили помощи в свержении власти персов. В 332/331 году до н. э. Гегелох оставил флот под командованием Амфотера и вместе с пленниками отплыл в Египет к Александру.
В Египте Гегелох возглавил илу гетайров, с которой впоследствии находился на правом фланге в битве при Гавгамелах 331 года до н. э.. Во время сражения Гегелох погиб.
Согласно Квинту Курцию Руфу, сын Пармениона Филота после пыток перед казнью в 330 году до н. э. утверждал, что Гегелох подстрекал его отца к заговору против Александра. После того как Александр объявил себя богом и сыном Зевса «Гегелох сказал: „Неужели мы признаем царя отказавшегося от своего отца, Филиппа?“ Мы погибнем если допустим это. Кто требует, чтобы его считали богом, презирает не только людей, но и богов. Мы потеряли Александра, потеряли царя и попали под власть тирана, невыносимую ни для богов, ни для людей, от которых он себя отделяет. Неужели мы ценой нашей крови создали бога, который пренебрегает нами, тяготится советами смертных? Поверьте мне, и боги придут нам на помощь, если мы будем мужественны». Парменион счёл предложение об организации заговора несвоевременным так как смерть Александра может привести к проигрышу в войне с персами. Однако он согласился с тем, что после гибели Дария III Александра следует убить и завладеть громадной империей. И. Ш. Шифман отмечает, что на данный момент практически невозможно определить, были ли слова Филоты истинными, либо сказаны под пытками. А. А. Клейменов отмечает, что сведения о подготовке заговора Гегелохом содержатся лишь в одном источнике и, соответственно, могут быть недостоверными. Не исключено, что Квинт Курций Руф взял информацию из неких несохранившихся ранних источников и верно отображают намерения Гегелоха. В. Хеккель отмечает, что у Гегелоха были личные мотивы для мести Александру, при воцарении которого были убиты многие члены его семьи.

### Исследования
- Берве Г. Тираны Греции. — Ростов-на-Дону: Феникс, 1997. — (Исторические силуэты). — ISBN 5-222-00368-X.
- Гафуров Б. Г., Цибукидис Д. И. Александр Македонский и Восток. — М.: Наука, 1980.
- Демосфен. Речи / Перевод С. И. Радцига. Ответственные редакторы Е. С. Голубцова, Л. П. Маринович, Э. Д. Фролов. — М.: ИЦ "Академия", 1996. — Т. III. — (Памятники исторической мысли). — ISBN 5-6795-0091-3.
- Клейменов А. А. Рассказ Курция Руфа о «деле Филоты»: достоверное, сомнительное и выдуманное // Современная наука: актуальные проблемы теории и практики. Серия «Гуманитарные науки». — 2023. — № 11. — С. 31—34. — doi:10.37882/2223-2982.2023.11.21.
- Фор П. Александр Македонский. — Молодая гвардия, 2006. — (Жизнь замечательных людей). — ISBN 5-235-02919-4.
- Шахермайр Ф. Александр Македонский. — Ростов н/Д.: Феникс, 1997. — 576 с. — ISBN 5-85880-313-Х.
- Шифман И. Ш. Александр Македонский / ответственный редактор Э. Д. Фролов. — Л.: Наука, 1988. — ISBN 5-02-027233-7.
- Шофман А. С. Восточная политика Александра Македонского / Печатается по постановлению редакционно-издательского совета Казанского университета. Отв. редактор В. Д. Жигунин. — Казань: Издательство Казанского университета, 1976.
- Berve H. Das Alexanderreich auf prosopographischer Grundlage (нем.). — München: C. H. Beck`sche Verlagsbuchhandlung, 1926. — Vol. 2.
- Hauben H. The Command Structure in Alexander's Mediterranean Fleets (англ.) // Ancient Society. — Peeters Publishers, 1972. — Vol. 3. — P. 55—65. — JSTOR 44080195.
- Heckel W. Who was Hegelochos? (англ.) // Rheinisches Museum für Philologie. — J.D. Sauerländers Verlag, 1982. — Vol. 125. — P. 78—87. — JSTOR 41245100.
- Heckel W. Who's Who in the Age of Alexander and his Successors. From Chaironea to Ipsos (338—301 BC) (англ.). — Barnsley: Greenhill Books, 2021. — 554 p. — ISBN 978-1-78438-648-1.